# لودویگزبورگ آرنا
لودویگزبورگ آرنا که با نام ام اچ آرنا نیز شناخته می‌شود، یک سالن سرپوشیده ورزشی است که در لودویگزبورگ آلمان واقع شده‌است. ظرفیت سالن برای بازی‌های بسکتبال ۵۳۲۵ صندلی است.

## تاریخچه
لودویگزبورگ آرنا عمدتاً برای میزبانی بازی‌های بسکتبال استفاده می‌شود و میزبان بازی‌های بوندسلیگا بسکتبال است.